# Ensayo in situ
Los ensayos in situ son, literalmente, los que se realizan en el mismo lugar donde se encuentra el objeto de análisis. En geotecnia, se aplica el término a los ensayos que se realizan sobre un terreno para determinar sus características. En construcción suele emplearse para definir los ensayos de materiales a pie de obra, sobre todo en los elementos de cimentación. También se realizan ensayos in situ en otros campos, tales como medio ambiente (mediciones de ruido y contaminación principalmente), agricultura, etc.

## Ensayos geotécnicosin situ
Forman parte de las técnicas de reconocimiento geotécnico, constituyendo una alternativa o complemento a los ensayos de laboratorio sobre muestras extraídas.
Pretenden eliminar o reducir algunas de las limitaciones de los ensayos de laboratorio:
- El proceso de toma de la muestra, bien sea por golpeo, hinca o rotación, produce una alteración de la estructura del terreno. Esta alteración es más importante en la periferia de la muestra, pero en cierta medida afecta a la totalidad de la misma. Estudios teóricos muestran que las deformaciones verticales que se producen en un suelo arcilloso debido a la hinca de un tomamuestras de pared delgada, son del orden del 1% en el eje de la muestra. A esta alteración hay que añadir la que se produce en el transporte, almacenamiento, extracción de la muestra del tubo tomamuestras y tallado de la probeta.

- La extracción de la muestra del terreno implica la anulación de las tensiones totales a las que estaba sometida "in situ". En cuanto a las presiones intersticiales, el único control que se tiene sobre ellas es la protección de la muestra contra la desecación o humectación a través de sus paredes. El agua intersticial queda así en estado capilar, siendo esta succión la responsable de mantener la estabilidad de la muestra. Si no existe ninguna alteración, esta succión debe ser igual a la presión efectiva media a la que estaba sometida la muestra in situ. Mediciones de la succión existente en muestras reales, indican valores entre el 100% y el 60% de la presión efectiva media.

Las muestras extraídas tienen un tamaño pequeño, por lo que sólo son representativas de una porción reducida del terreno. Este inconveniente se solventa con la toma de un gran número de muestras. Sin embargo, en muchas ocasiones el comportamiento del terreno no puede modelarse basado en mediciones a tamaño pequeño. Esto ocurre cuando existen rasgos macroestructurales como presencia de bolos o cantos, diaclasado, fisuración, estratificación o esquistosidad en suelos residuales y rocas, distribución de lentejones, variaciones en profundidad, etc.
Los ensayos "in situ" permiten, en principio, obviar estas limitaciones. Sin embargo, esto sólo se logra en parte, y por otro lado, aparecen otras nuevas:
- Aunque se elimina la alteración debida a la toma de la muestra, en su lugar aparecen los efectos de la instalación del elemento de ensayo "in situ". En ocasiones, estos efectos son muy pequeños (como en el caso del ensayo de placa de carga), pero en otros, son tan importantes como los de la extracción de muestras (como en el ensayo presiométrico).

- El control de las condiciones (estados tensionales, desplazamientos, existencia o no de drenaje) en los ensayos in situ, es mucho más precario que en el laboratorio.

- Por otra parte, si bien es cierto que la zona de terreno afectado por los ensayos in situ es mayor que el tamaño de las probetas usuales en laboratorio, ello no resuelve totalmente el problema de los efectos macroestructurales previamente. Un ejemplo típico es la extrapolación de ensayos de placa de carga a cimentaciones más extensas.

- Aunque se utilicen modelos de comportamiento sencillos en la interpretación de los ensayos in situ, es frecuente que existan al menos dos parámetros desconocidos, (como por ejemplo el módulo de elasticidad y el coeficiente de Poisson en materiales elásticos, o la cohesión y el rozamiento en resistencia al corte, o deformabilidad y permeabilidad en problemas de consolidación, etc.). En estos casos, la interpretación de los ensayos in situ, salvo en aquellos en que se controlan dos variables (corte in situ), sólo proporciona una relación entre los parámetros, por lo que se precisan hipótesis adicionales para la obtención de los valores de los parámetros del terreno.

## Tipos de ensayosin situen terrenos
Hay una gran variedad de ensayos in situ, que pueden agruparse atendiendo a diversos criterios:
- Ensayos cuyo objetivo es determinar algún tipo de índice que permita una clasificación cualitativa o semicuantitativa del tipo de terreno y su consistencia. Los ensayos o pruebas de penetración, entran dentro de este grupo. Existen intentos de interpretación más refinada, que permitan obtener los parámetros mecánicos del suelo, pero ello no puede considerarse alcanzado para todos los tipos de suelo.

- Ensayos en los que, gracias a un mejor control de las condiciones de carga y contorno, es posible una interpretación cuantitativa, aunque sea preciso hacer alguna hipótesis simplificativa. No se trata necesariamente de ensayos caros o complicados.

- Por último, cabe considerar como ensayos in situ los que corresponden a ensayar, a escala natural o algo reducida, elementos reales. La interpretación entonces, puede consistir en una extrapolación directa de los resultados al comportamiento real de la obra.

Por otra parte, los ensayos in situ difieren también entre sí en cuanto a su finalidad, que va desde el reconocimiento general para identificación de tipos de suelos, a ensayos complejos y costosos sobre elementos de cimentación que requieren grandes medios para su ejecución.
Se podrían considerar englobados dentro del grupo de los ensayos in situ a los métodos geofísicos y a las pruebas de penetración. No obstante, tienen características particulares, y constituyen por sí mismos elementos importantes en el reconocimiento del terreno.
Los principales tipos de ensayos in situ en terrenos, son:
- Ensayo presiométrico.
- Ensayo de molinete.
- Ensayo de placa de carga.
- Ensayo de corte directo de diaclasas de roca.
- Ensayo de permeabilidad.
- Ensayos sobre elementos estructurales.